# Ceanothus arcuatus
Ceanothus arcuatus är en brakvedsväxtart som beskrevs av Mcminn. Ceanothus arcuatus ingår i släktet Ceanothus och familjen brakvedsväxter. Inga underarter finns listade i Catalogue of Life.